# Guds børn (dokumentarfilm)
|  | Denne artikel er oprettet af botten Steenthbot ud fra en ekstern database. Den kan derfor have sproglige fejl eller mangler. Denne skabelon kan fjernes efter kontrol af indholdet. |

Guds børn er en dansk dokumentarfilm fra 1974 instrueret af Jens Bukh.

## Handling
Et tidsdokument fra København, et tværsnit af hippietiden, da NATO-hæren fra SOLVOGNEN indtog byen og slagord som LOVE REVOLUTION var in. Foruden NATO-hæren klippes til en flok Guds Børn, gademusikken, en gøgler, en forfatter, publikum og børn fra Børnemagt. En kommentar til en ortodoks kristen tænken, anakistisk bevæger den sig mellem himmel og jord.